# Municipio de Edison (Dakota del Sur)
El municipio de Edison (en inglés: Edison Township) es un municipio ubicado en el condado de Minnehaha en el estado estadounidense de Dakota del Sur. En el año 2010 tenía una población de 510 habitantes y una densidad poblacional de 5,45 personas por km².

## Geografía
El municipio de Edison se encuentra ubicado en las coordenadas 43°42′33″N 96°35′5″O / 43.70917, -96.58472. Según la Oficina del Censo de los Estados Unidos, el municipio tiene una superficie total de 93.59 km², de la cual 93,35 km² corresponden a tierra firme y (0,25 %) 0,24 km² es agua.

## Demografía
Según el censo de 2010, había 510 personas residiendo en el municipio de Edison. La densidad de población era de 5,45 hab./km². De los 510 habitantes, el municipio de Edison estaba compuesto por el 95,69 % blancos, el 0,98 % eran amerindios, el 0,39 % eran asiáticos y el 2,94 % eran de una mezcla de razas. Del total de la población el 0,98 % eran hispanos o latinos de cualquier raza.